# Sr. Wilson
Xavi Ojeda Serra (Granollers), conegut artísticament com a Sr. Wilson, és un cantant de reggae català. En les seves lletres critica la classe política, l'estratificació social i la religió.

## Biografia
Les primeres incursions de Sr. Wilson en la música van començar a Conca l'any 2005 al costat del veterà col·lectiu Jump'n'Jawah Sound, amb el qual va col·laborar en la creació de riddims i en l'enregistrament de senzills. El 2007 va aparèixer el primer tema oficial de Senyor Wilson, «Jah Guide».
El 2008 aquest jove singjay va tornar a Barcelona i va entrar en contacte amb Àlex i Marc de Badalonians Sound, amb qui va començar una bona relació d'amistat. Sr. Wilson va acompanyar Badalonians Sound en gairebé totes les seves sessions com a toaster realitzant també petites sessions de punxadiscos. La seva primera maqueta, Temas sueltos 2007-2010, va recopilar els temes creats i gravats des de la seva arribada a Barcelona.
Influenciat pel dancehall i la cultura hip-hop, Sr. Wilson disposa d'una veu que li permet des de cantar melòdicament fins a rimar rap combatiu atent als beats que sonen en cada moment, ja sigui per mitjà de «Chatty Chatty», «Cambio de mentalidad», «Ahora lo sabes» o «Forget Me Not». Segons el propi cantant, tot i que lluita per la legalització de la marihuana, també hi ha coses més importants de què parlar en els seus discos.

## Discografia
- Temas sueltos (2007-2010)
- Good man style (New Beats/Kasba Music, 2012)
- Sr. Wilson meets Genis Trani - Back to the rub a dub (Eterno Miusik, 2014)
- Paso firme (MAD91, 2015)
- Sr Wilson & The Island Defenders - 24/7 (La Panchita Records, 2017)[3]
- Rutas interestelares (amb Griffi, Guspira Records/Del Palo Records 2023)[4]
- Mundo 1 (amb Griffi, 2024)[5]